# بتریز گارسیا ویداگانی
بتریز گارسیا ویداگانی (اسپانیایی: Beatriz García Vidagany‎؛ زادهٔ ۱۷ نوامبر ۱۹۸۸) یک تنیس‌باز اهل اسپانیا است.